# Poppendorf
Poppendorf é um município da Alemanha, situado no distrito de Rostock, no estado de Mecklemburgo-Pomerânia Ocidental. Tem 14,03 km² de área, e sua população em 2019 foi estimada em 704 habitantes.